# Surt (Mythologie)

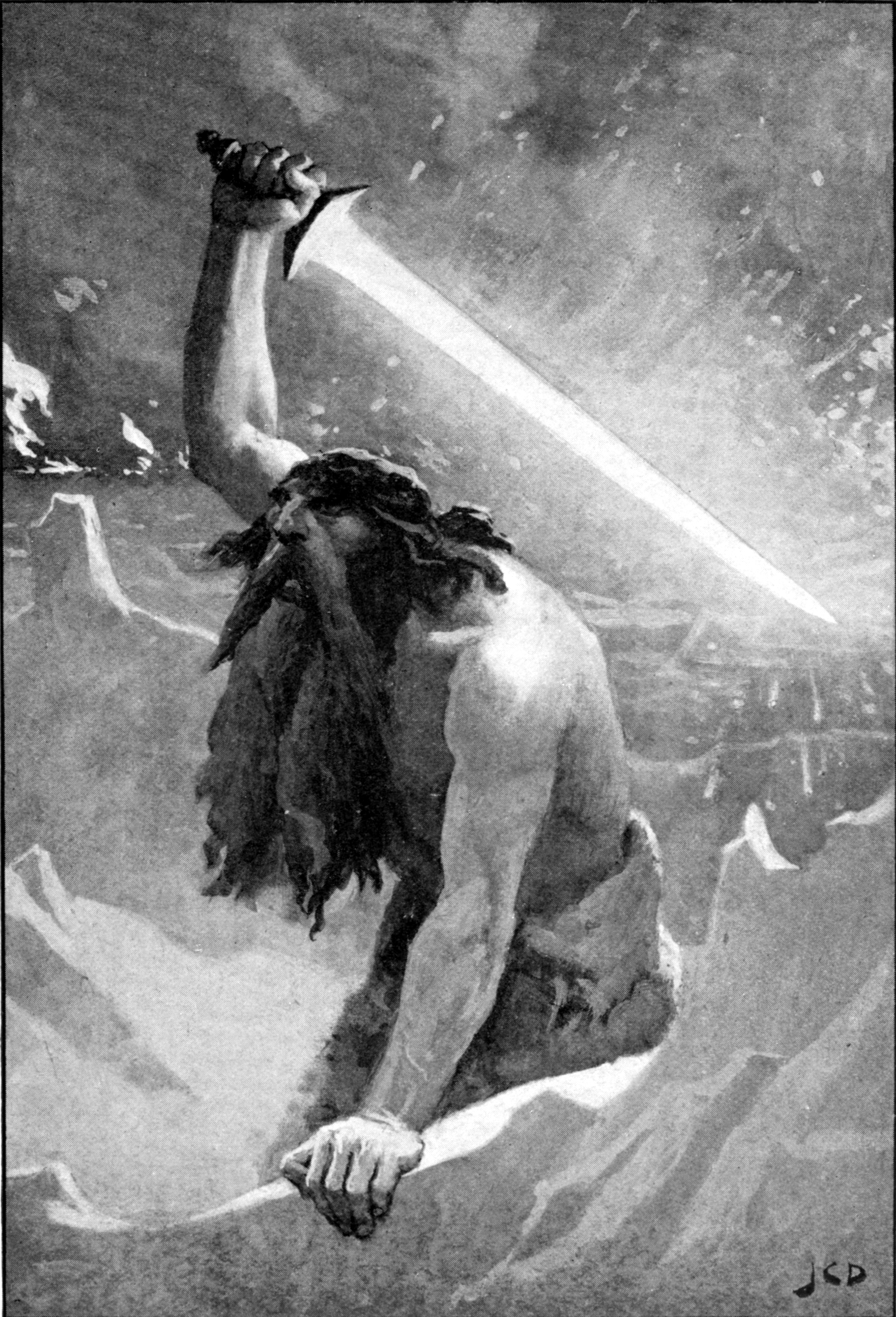
Surt in einer Darstellung des englischen Zeichners John Charles Dollman

Surt bzw. Surtur (altnordisch Surtr „der Schwarze“) ist in der nordischen Mythologie ein Feuerriese und ein Feind der Asen. Er ist der Herrscher über Muspellsheim.
In der Ragnarök zertrennt er die Brücke Bifröst, die Verbindung zwischen Midgard und Asgard. Mit den Söhnen Muspels steckt er die Welt in Brand, schleudert Feuer (Surtalogi, Surts Lohe) in alle Richtungen und vernichtet alles Leben (Weltenbrand). Er tötet den unbewaffneten Freyr in einem Kampf.

## Wirkungsgeschichte
Nach Surt (Surtur) heißt eine vulkanische Höhle auf Island Surtshellir.
Eine durch vulkanische Tätigkeit erst 1963–67 entstandene Insel südwestlich von Island heißt nach ihm Surtsey („Insel des Surt“).